# Ipás
Ipás ist ein spanischer Ort in den Pyrenäen in der Provinz Huesca der Autonomen Gemeinschaft Aragonien. Ipás ist ein westlich gelegener Ortsteil der Gemeinde Jaca. Das Dorf mit 13 Einwohnern im Jahr 2015 liegt auf 1021 Meter Höhe.

## Geschichte
Der Ort wurde im Jahr 1028 erstmals urkundlich erwähnt.

## Sehenswürdigkeiten
- Romanische Pfarrkirche San Esteban aus dem 11. Jahrhundert
- Ermita Nuestra Señora aus dem 14. Jahrhundert